# Congrès arabe palestinien
 (février 2024).
La mise en forme du texte ne suit pas les recommandations de Wikipédia : il faut le « wikifier ».
Les points d'amélioration suivants sont les cas les plus fréquents. Le détail des points à revoir est peut-être précisé sur la page de discussion.
- Les titres sont pré-formatés par le logiciel. Ils ne sont ni en capitales, ni en gras.
- Le texte ne doit pas être écrit en capitales (les noms de famille non plus), ni en gras, ni en italique, ni en « petit »…
- Le gras n'est utilisé que pour surligner le titre de l'article dans l'introduction, une seule fois.
- L'italique est rarement utilisé : mots en langue étrangère, titres d'œuvres, noms de bateaux, etc.
- Les citations ne sont pas en italique mais en corps de texte normal. Elles sont entourées par des guillemets français : « et ».
- Les listes à puces sont à éviter, des paragraphes rédigés étant largement préférés. Les tableaux sont à réserver à la présentation de données structurées (résultats, etc.).
- Les appels de note de bas de page (petits chiffres en exposant, introduits par l'outil «  Source ») sont à placer entre la fin de phrase et le point final[comme ça].
- Les liens internes (vers d'autres articles de Wikipédia) sont à choisir avec parcimonie. Créez des liens vers des articles approfondissant le sujet. Les termes génériques sans rapport avec le sujet sont à éviter, ainsi que les répétitions de liens vers un même terme.
- Les liens externes sont à placer uniquement dans une section « Liens externes », à la fin de l'article. Ces liens sont à choisir avec parcimonie suivant les règles définies. Si un lien sert de source à l'article, son insertion dans le texte est à faire par les notes de bas de page.
- La présentation des références doit suivre les conventions bibliographiques. Il est recommandé d'utiliser les modèles {{Ouvrage}}, {{Chapitre}}, {{Article}}, {{Lien web}} et/ou {{Bibliographie}}. Le mode d'édition visuel peut mettre en forme automatiquement les références.
- Insérer une infobox (cadre d'informations à droite) n'est pas obligatoire pour parachever la mise en page.

Pour une aide détaillée, merci de consulter Aide:Wikification.
Si vous pensez que ces points ont été résolus, vous pouvez retirer ce bandeau et améliorer la mise en forme d'un autre article.
 (février 2024).

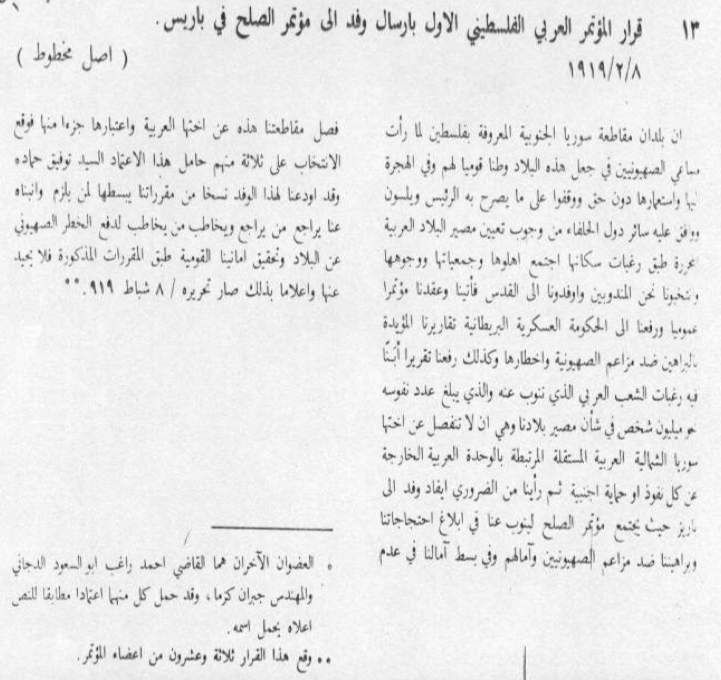
Première résolution du Congrès arabe palestinien en 1919, adressée à la Conférence de paix de Paris.

Le Congrès arabe palestinien désigne une série de congrès organisés par la population arabe de Palestine, organisés par un réseau national d'associations locales musulmanes et chrétiennes, en Palestine mandataire. Entre 1919 et 1928, sept congrès ont eu lieu à Jérusalem, Jaffa, Haïfa et Naplouse. Malgré un large soutien du public, leurs comités exécutifs n'ont jamais été officiellement reconnus par les Britanniques, qui ont affirmé qu'ils n'étaient pas représentatifs.

## Création
Après que les Britanniques aient défait les forces ottomanes présentes en Palestine en 1918, ils établirent un régime militaire et (plus tard) une administration civile de la Palestine, comme prévu par les accords Sykes-Picot de 1916. Fut alors formé un premier Congrès arabe palestinien, regroupant chrétiens et musulmans se rejoignant dans un esprit de rejet des politiques britanniques.
En réponse à l'installation d'immigrants juifs, le premier Congrès arabe palestinien s'est réuni du 27 janvier au 10 février 1919, avec 27 délégués de la Société islamo-chrétienne de toute la Palestine. Elle était présidée par Aref al-Dajani, président de la Société islamo-chrétienne de Jérusalem. Étaient également présents Izzat Darwaza et Yousef El-Issa, rédacteur en chef de Falastin, journal s'opposant à l'arrivée de juifs et souhaitant l'établissement d'une domination grecque chrétienne orthodoxe en Palestine à la suite de la chute de l'Empire Ottoman.
La plupart des délégués appartenaient à la classe aisée et étaient répartis à parts égales entre factions pro-britanniques et panarabes. Ceux-ci font parvenir un télégramme à la Conférence de paix de Paris, exigeant la renonciation à la déclaration Balfour et exprimant le désir de l'inclusion de la Palestine comme « partie intégrante… du gouvernement arabe indépendant de Syrie au sein d'une Union arabe, libre de toute influence ou protection étrangère ».
Le Congrès a rejeté le sionisme politique, s'accordant en même temps sur une présence britannique à condition qu'elle n'empiète pas sur la souveraineté arabe dans la région. La Palestine était envisagée comme faisant partie d’un État syrien indépendant, gouverné par Faisal de la famille hachémite.
Résolution du Congrès de Jérusalem (1919) :
- « Nous considérons la Palestine comme faisant partie de la Syrie arabe et elle n'en a jamais été séparée à aucun moment. Nous y sommes liés par des frontières nationales, religieuses, linguistiques, morales, économiques et géographiques."[5] »
- Rejet des revendications françaises sur la région
- « Notre district du sud de la Syrie ou de la Palestine ne doit pas être séparé du gouvernement arabe syrien indépendant et être libre de toute influence et protection étrangère » [6]
- Tous les traités étrangers faisant référence à la zone sont réputés nuls
- Maintenir des relations amicales avec la Grande-Bretagne et les puissances alliées, en acceptant de l'aide si elle n'affecte pas l'indépendance du pays et l'unité arabe.

Il fut décidé d'envoyer une délégation à Damas dont les représentants prirent part au Congrès national syrien à Damas le 8 juin 1919 « pour informer les patriotes arabes de la décision d'appeler la Palestine "Syrie du Sud" et de l'unir à la "Syrie du Nord" », tandis que trois membres ont été choisis pour assister à la Conférence de la paix à Paris. A défaut d’élire un comité exécutif, le congrès a convenu de se réunir dans trois mois.
Si cette décision de rattacher la Palestine à une Syrie du Nord indépendante ne fit pas l'unanimité, elle reçut néanmoins une majorité de voix en sa faveur selon l'historien Yehoshua Porath. L'éventualité de la conservation du statut de mandat britannique étant favorisé par une partie de l'opinion publique arabe de Palestine.

## Deuxième congrès: 1920
Les autorités avaient interdit toutes les réunions politiques arabes et empêché le congrès de se réunir le 15 mai 1920 après la conférence de San Remo. Certains des futurs délégués ont envoyé une lettre au Congrès national syrien, exposant leur position et leur demandant de former une délégation palestinienne à partir des représentants palestiniens présents à Damas, qui se rendrait directement en Europe pour défendre la cause palestinienne. Shemesh indique qu'il existe un certain nombre de versions quant à la date et à l'événement, mais cite les mémoires d'Izzat Darwaza, dont la version est similaire à la précédente.
Selon le "Survey of Palestine", les délégués s'étaient déjà réunis à Damas le 27 février 1920. Allawai, le biographe de Faisal, confirme cette date et indique qu'alors que les délégués se réunissaient à Damas pour le Congrès national syrien rappelé, un grand nombre de Palestiniens s'étaient déjà rassemblés à Damas et s'étaient organisés en "Congrès palestinien". Ils revendiquent une Palestine indépendante au sein d'un État syrien uni, dénoncent le sionisme et exigent la fin de l'immigration juive.
Le 31 mai, les émigrés palestiniens se réunissent au Club arabe de Damas et décident de créer la "Société arabe palestinienne". Les dirigeants de la Société sont Haj Amin al-Husseini, Izzat Darwaza et Aref al-Aref. La Société proteste contre la décision de la Conférence de San Remo d'accorder à la Grande-Bretagne un mandat sur la Palestine et contre la nomination de Samuel. Ilan Pappé affirme que le deuxième congrès s'est tenu en secret en Palestine le 31 mai 1920, parce que les autorités militaires britanniques avaient interdit tous les rassemblements politiques arabes et qu'une déclaration avait été publiée appelant au retour de tous les déportés politiques, et pour protester contre la décision de la conférence de San Remo d'inclure les mots de la Déclaration Balfour dans le texte du mandat britannique sur la Palestine. Il n'est pas certain qu'il s'agisse du même événement, car les noms cités par Pappé sont indiqués par d'autres sources comme étant à Damas, et non en Palestine.

## Troisième congrès: Haïfa, 1920

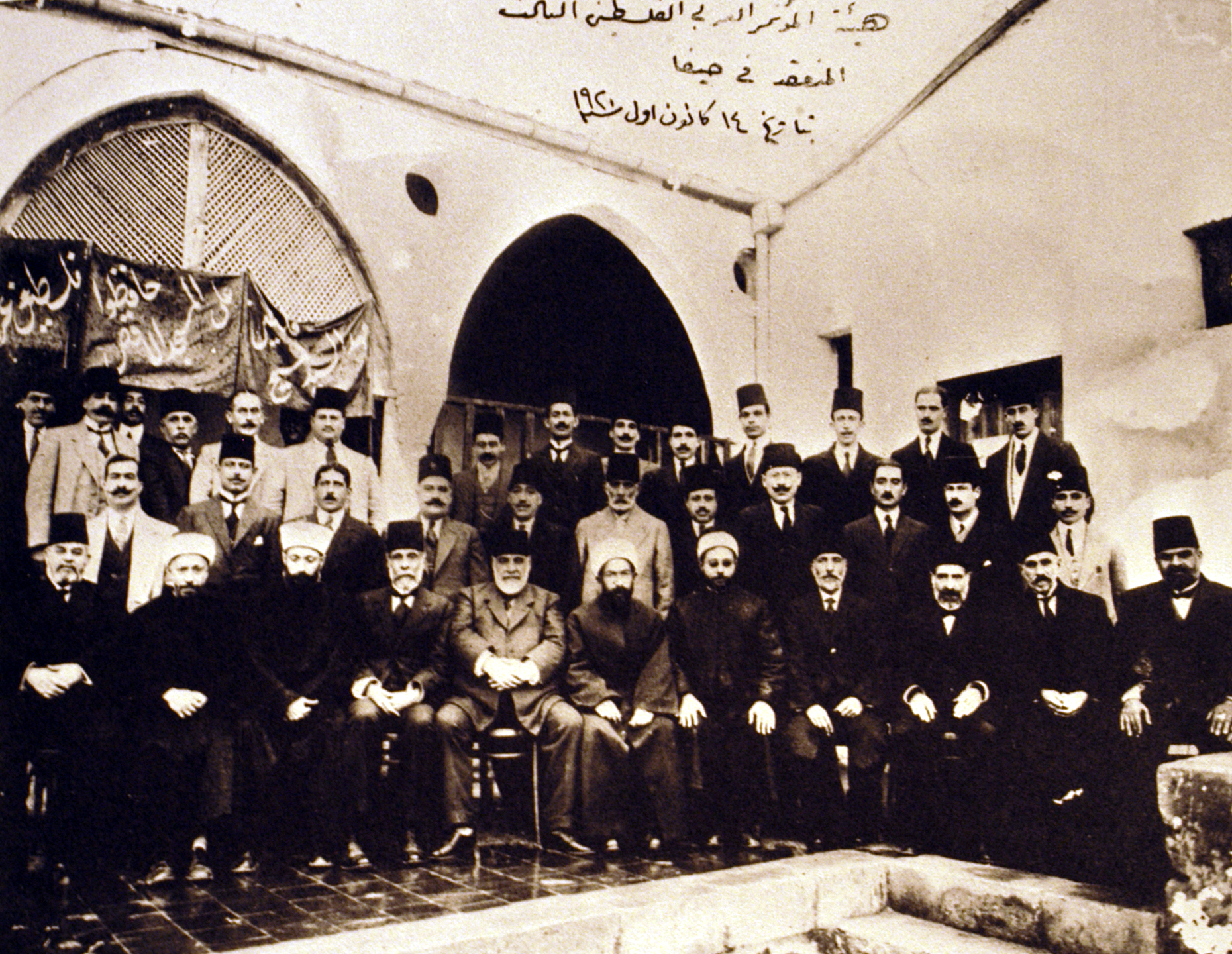
Troisième Congrès

Le troisième congrès fut ouvert le 4 décembre. 36 délégués y participèrent, dont le pacha Aref Dajani, maire de Jérusalem 1918 (assis à la cinquième place à partir de la gauche à côté du pacha Musa Kazem Husseini), le cheikh Suleiman al-Taji Al-Faruqi et le chef de la communauté catholique Bullus Shehadeh. Le congrès fut ouvert par le mufti d'Haïfa, Muhammad Murad. Le maire de Jérusalem, Musa al-Husayni, récemment destitué, est élu président du comité exécutif composé de neuf membres, poste qu'il occupera jusqu'à sa mort en 1934. Le comité exécutif communiqua les appels et les décisions suivantes :
- Appel à ce que la Palestine fasse partie de l'État arabe indépendant promis dans la correspondance McMahon-Hussein. Les appels à l’unité avec la Syrie ont été abandonnés, mais une résurgence de l’unité entre la Palestine et la Syrie à une date ultérieure n’a pas été exclue[12],[13].
- Appel les Britanniques à établir « un gouvernement national responsable devant une assemblée représentative, dont les membres seraient choisis parmi le peuple arabophone qui habitait la Palestine jusqu'au déclenchement de la guerre » (mais sans rejeter explicitement la présence britannique en Palestine)[12],[13]. Le modèle était basé sur les termes du mandat de l'Irak (ou mandat britannique de Mésopotamie), avec un parlement élu selon le système « un citoyen, une voix », qui acceptait le contrôle britannique global[14],[12].
- Condamne la notion de foyer national juif en Palestine, établit par la déclaration Balfour de 1917.
- S'oppose à la reconnaissance de l'Organisation sioniste mondiale en tant qu'organisme officiel et s'oppose en parallèle à l'utilisation de l'hébreu comme langue officielle en Palestine.
- S'oppose à toute l'immigration juive.
- Déclare l'administration britannique illégale, puisque la Société des Nations n'avait pas encore pris de décision sur le statut du territoire.

Certains délégués, comme Issa El-Issa, se plaignent que le congrès n'est pas assez radical. Après le congrès, le comité exécutif a rencontré le haut-commissaire britannique Herbert Samuel, qui a insisté pour que les délégués acceptent la politique britannique sur la patrie nationale juive afin de recevoir une reconnaissance officielle. La position britannique selon laquelle le congrès n'était pas représentatif a conduit les associations islamo-chrétiennes à lancer une vaste campagne de sensibilisation du public,.
En mars 1921, Musa Kazem conduit une délégation du comité exécutif pour rencontrer le ministre britannique des Colonies,Winston Churchill, qui a convoqué une conférence au Caire pour décider de la politique britannique au Moyen-Orient. Churchill accepte de rencontrer la délégation, mais refuse de discuter de toute question avant la fin de la conférence. De retour à Londres, il rencontre les membres du comité exécutif à Jérusalem le 28 mars 1921 et leur dit qu'ils doivent accepter la déclaration Balfour comme un élément immuable de la politique britannique.

## Quatrième congrès: Jérusalem, 1921

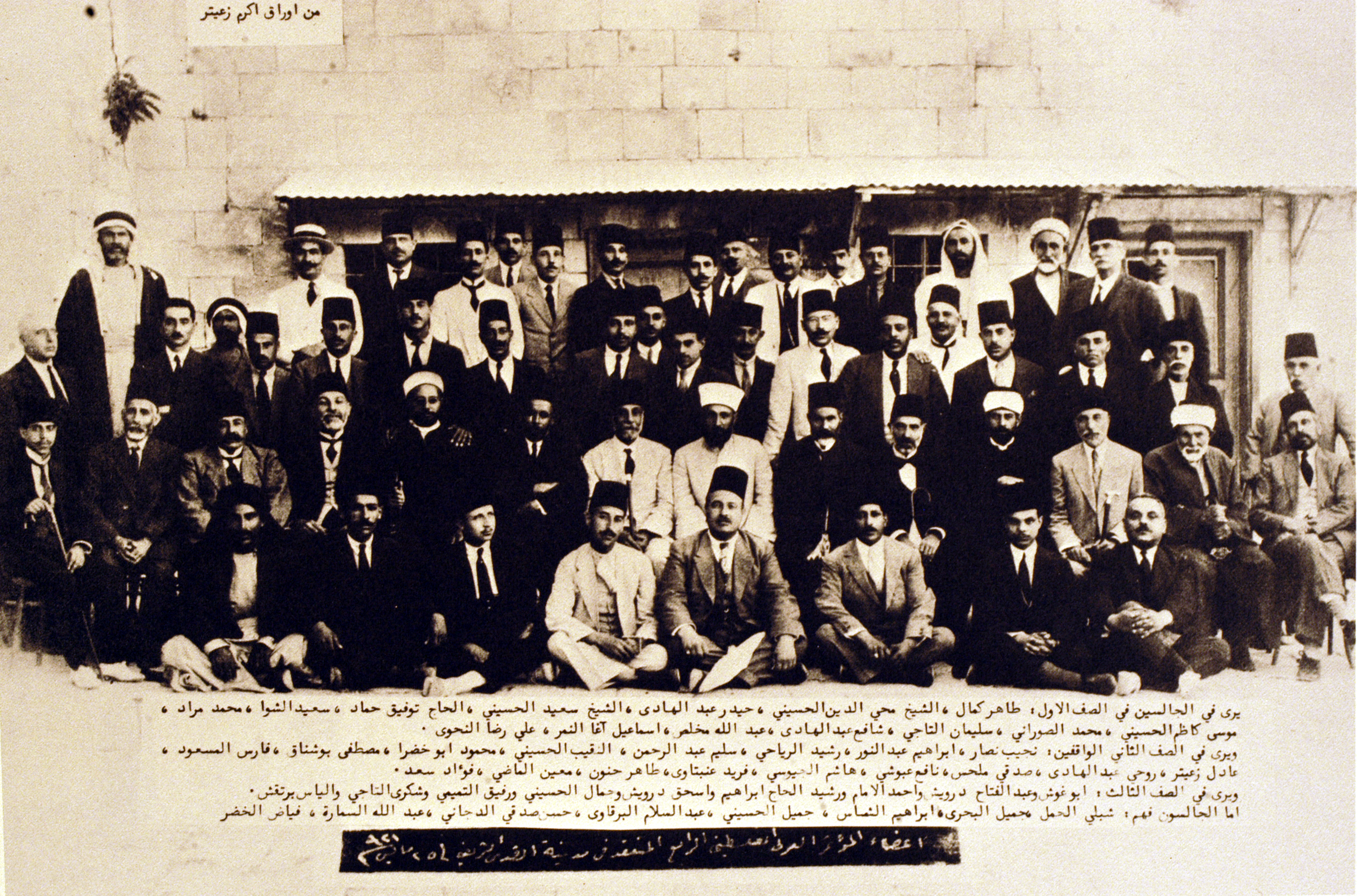
Quatrième congrès

Le quatrième congrès, qui s'est tenu le 25 juin 1921, a réuni une centaine de délégués qui ont voté en faveur de l'envoi d'une délégation de six personnes (dirigée par Musa Kazim) à Londres. Les délégués arrivent à Londres en septembre et rencontrent le secrétaire d'État aux colonies, Winston Churchill. En chemin, ils rencontrent le pape Benoît XV au Vatican et tentent de rencontrer les délégués de la Société des Nations à Genève. En réponse au congrès, le haut-commissaire Herbert Samuel promet que les Britanniques « n'imposeront jamais une politique contraire à leurs religions, à leurs intérêts politiques et économiques,,. »

## Cinquième congrès: Naplouse, 1922

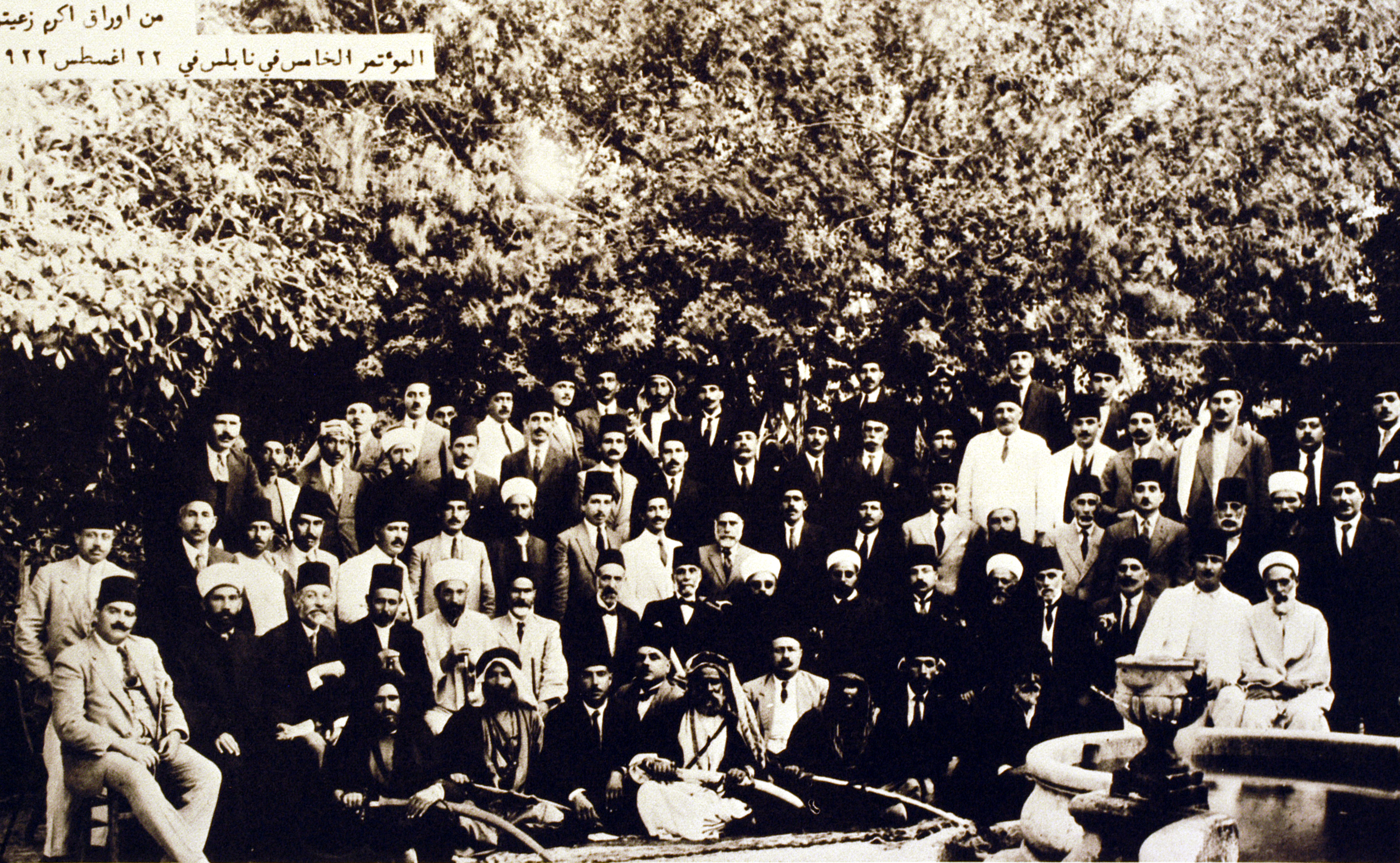
Cinquième congrès

Le cinquième congrès s'ouvre le 22 août 1922, après le retour de la délégation de Londres. Son dirigeant, Musa Kazem, s'oppose à l'agitation antibritannique et décourage le recours à la violence ; il signale qu'il existe encore des possibilités de progrès par le biais de négociations. Les résolutions suivantes ont été adoptées :
- Rejeter la nouvelle constitution.
- Boycott des élections pour le Conseil législatif proposé.
- Création d'un bureau à Londres.
- Boycott des produits juifs, y compris l'approvisionnement en électricité prévu par Pinhas Rutenberg.
- Interdire la vente de terres aux Juifs.
- Interdire l'immigration juive.
- S'engager à s'opposer à la création d'une patrie nationale juive.

Avant le congrès, son comité exécutif a lancé une campagne de collecte de fonds pour soutenir la grève générale organisée les 13 et 14 juillet 1922. Les fonds ont été récoltés grâce à la vente de timbres du Mouvement national à un, deux et cinq millièmes. Les timbres représentaient le Dôme du Rocher, avec « La Palestine pour les Arabes » écrit en anglais et en arabe.

## Sixième congrès: Jaffa, 1923

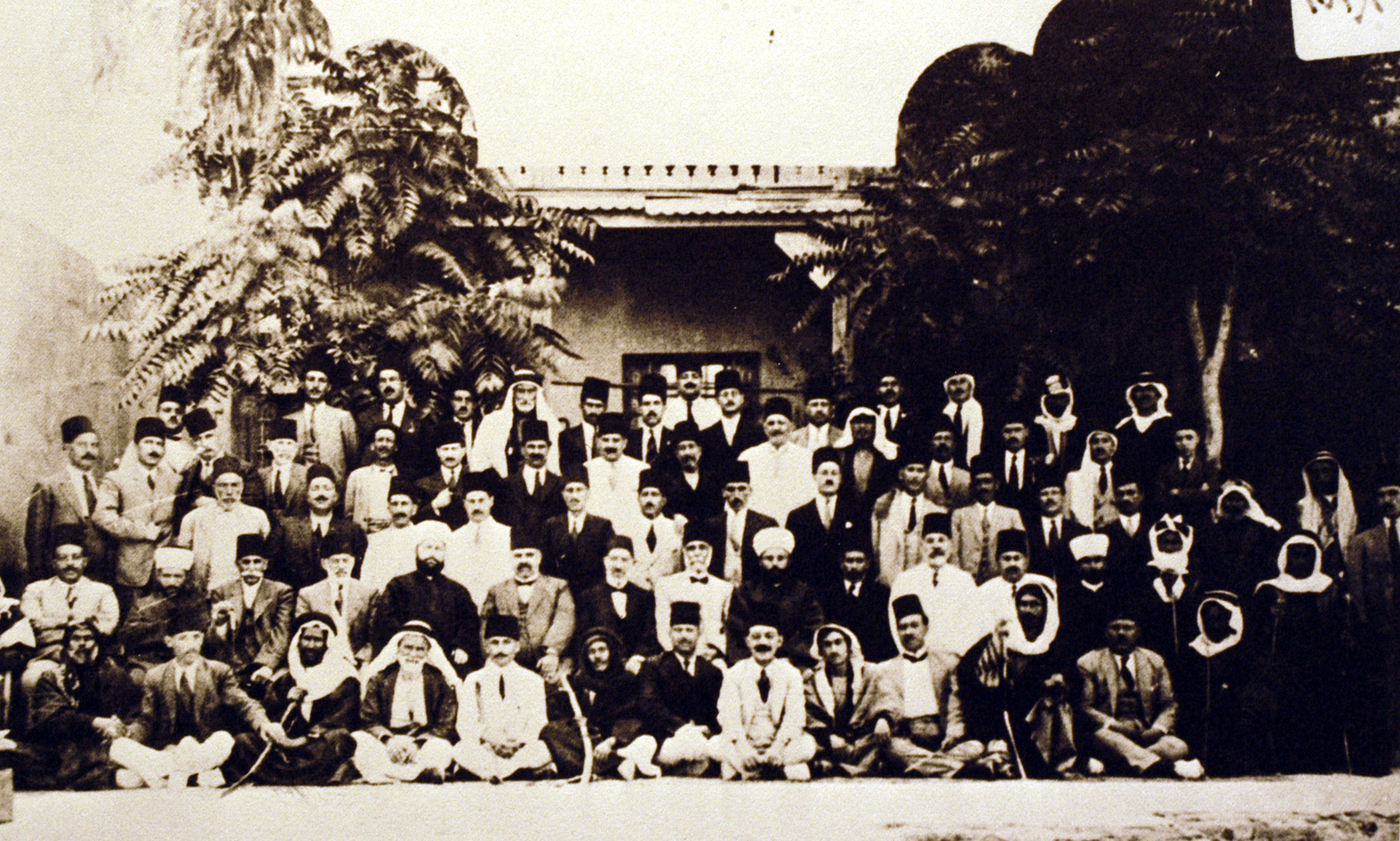
Sixième congrès

Tenu du 16 au 20 juin 1923, le congrès est présidé par Musa Kazim. Il fut convenu d'envoyer une autre délégation à Londres, en évitant les politiques les plus radicales qui étaient préconisées. Une proposition de campagne de non-paiement des impôts, arguant qu'il n'y a pas de taxation sans représentation, est débattue sans qu'aucune décision ne soit prise. Vingt-quatre résolutions sont adoptées, dont le boycott de la Palestine Electricity Corporation  de Pinhas Rutenberg et des produits juifs. En octobre, le Parti national, plus radical, est créé en opposition aux associations islamo-chrétiennes et au comité exécutif. Le congrès adopte une résolution soutenant le Mouvement arabe orthodoxe et reconnaît la lutte entre les laïcs arabes orthodoxes et le Patriarcat orthodoxe de Jérusalem, dominé par les Grecs, en des termes nationalistes plus larges.

## Septième congrès: Jérusalem, 1928
Tenu le 20 juin 1928, le congrès forme un front uni éphémère avec Musa Kazim comme président. Un comité exécutif de 48 membres est élu, qui choisit un personnel administratif composé d'un président, de trois secrétaires et de deux autres membres. Il est décidé d'envoyer une nouvelle délégation, la quatrième, à Londres. Elle part le 21 mars 1930, après la publication du rapport de la  Commission Shaw sur les émeutes de 1929.

## Congrès islamique général: Jérusalem, 1931
Un congrès islamique général s’est tenu à Jérusalem en 1931. Les délégués n'étaient pas que des Arabes. Le Congrès islamique mondial a été convoqué à Jérusalem conformément à la charte de l'organisation du Congrès islamique mondial à La Mecque en 1926. Pour en savoir plus sur le Congrès islamique mondial de La Mecque (1926), voir l'article Congrès islamique mondial et la note de l'article actuel. À mesure que l’influence du Congrès palestinien et de son comité exécutif commençait à décliner, d’autres groupes et dirigeants devinrent actifs ; en particulier, le Conseil suprême musulman (et son président, Haj Amin al-Husseini) se sont impliqués dans des activités antisionistes. En 1931, Amin Husseini commença à organiser une conférence internationale de délégués musulmans, politiques et religieux, sunnites et chiites, du monde entier, qui se tenait à Jérusalem. Il a obtenu la permission du haut-commissaire sortant John Chancellor, à condition que la conférence ne discute pas de la politique britannique. Le 7 décembre 1931, 145 délégués de 22 pays islamiques se réunissent à Jérusalem. Parmi les délégués figuraient Abdelaziz Thâalbi (Tunisie), Rida Tawfiq (Turquie), Muhammad Iqbal (Inde) et des délégués du Wafd (Égypte). Maulana Shaukat Ali (Inde) a aidé à organiser l'événement. Les délégués indiens voulaient que la restauration du califat soit à l'ordre du jour, mais al-Husseini a maintenu l'accent sur le soutien musulman aux Palestiniens. Zia'eddin Tabatabaee, ancien Premier ministre iranien, a élaboré des plans pour la création d'une université islamique à Jérusalem, puis s'est rendu en 1933 en Irak et en Inde avec al-Husseini pour collecter des fonds pour le projet,,.
Le Congrès a duré deux semaines, élisant un comité exécutif et proposant la création de branches dans tout le monde musulman. Il a affirmé le caractère sacré de la mosquée Al-Aqsa (y compris le mur de Buraq ) et l'importance de la Palestine pour tous les musulmans, annonçant des plans pour une université islamique (l'Université de la mosquée Aqsa) et une société foncière islamique pour empêcher les sionistes d'acheter des terres en Palestine. . La séance finale a dénoncé l'impérialisme occidental dans les pays musulmans.
La conférence peut être considérée comme la fin du Congrès arabe palestinien. Il a divisé le mouvement national palestinien en excluant les chrétiens et a rencontré une farouche opposition de la part des critiques d'Amin al-Husseini. Fakhri al-Nashashibi a organisé un événement rival à l'hôtel King David, l'appelant « La Conférence de la nation islamique ». Aucune des propositions de la conférence n'a abouti, même si elles ont consolidé la position d'Amin al-Husseini en tant que leader du mouvement antisioniste palestinien.
Alors que le congrès touchait à sa fin, un groupe d'environ 50 délégués (principalement de Palestine et de Syrie) se sont réunis chez Awni Abd al-Hadi et ont publié une Charte nationale arabe. Ce groupe (et la charte) ont évolué pour devenir le Parti Istiqal.

## Conséquences
Après la mort de Musa Kazim le 27 mars 1934, le vice-président exécutif chrétien Yacoub Farraj devient président par intérim. Aucun accord n'a pu être trouvé pour un successeur permanent et aucun autre congrès n'a eu lieu. Son rôle a été dépassé par un certain nombre de partis politiques arabes palestiniens représentant les intérêts de familles et d'individus particuliers, ou s'identifiant à des lieux spécifiques : l'Istiqlal (1932), le Parti de la défense nationale (1934), le Parti arabe de la réforme (1935), le Parti du bloc national. (1935) et le Parti arabe palestinien (1935). En 1932, un petit groupe fut formé dans la région de Jaffa - Ramleh, le Parti de la jeunesse palestinienne.

## Autres congrès palestiniens, 1920-1930

### Congrès arabe orthodoxe: Haïfa, 1923
Les membres arabes de l'Église orthodoxe grecque ont tenu un congrès à Haïfa le 15 juillet 1923. De nombreux membres palestiniens de l’Église orthodoxe grecque étaient actifs dans l’antisionisme, notamment en tant que rédacteurs et éditeurs des journaux Falastin et Al-Karmil (respectivement Issa El-Issa et Najib Nassar). Le congrès a été convoqué après la vente de terres par le patriarche Damien Ier aux sionistes pour 200 000 livres égyptiennes, vente qui a sauvé le patriarcat de Jérusalem de la faillite. Une question secondaire était le soutien du patriarche à une assemblée législative proposée par les Britanniques.
Le Congrès a adopté une résolution exigeant que le patriarche ne puisse pas parler au nom de la communauté sans l'approbation d'un conseil mixte composé aux deux tiers de membres laïcs et à un tiers de membres du clergé. D'autres résolutions appelaient à l'élection des évêques par les conseils locaux, à la connaissance de l'arabe par les représentants patriarcaux, au contrôle des dotations de l'Église par la communauté arabe et à l'amélioration de l'éducation et du bien-être orthodoxes. Une deuxième conférence arabe orthodoxe eut lieu à Jaffa le 28 octobre 1931.

### Congrès des femmes
Un congrès des femmes, le premier congrès des femmes arabes ou premier congrès des femmes arabes de Palestine, auquel ont participé 200 femmes, a été convoqué en 1929. Les organisateurs (Comité exécutif des femmes arabes ) comprenaient Wahida al-Khalidi (épouse de Hussein al-Khalidi) et Amina al-Husayni (épouse de Jamal al-Husseini). Il était dirigé par Salma al-Husayni, épouse de Musa Kazim.